# Польское математическое общество
Польское математическое общество (пол. Polskie Towarzystwo Matematyczne) — польское научное общество, основанное в 1919 году в Кракове под названием Математическое общество в Кракове (пол. Towarzystwo Matematyczne w Krakowie). Через год, в 1920 году, Общество было реорганизовано в общенациональное Польское математическое общество.
Первым председателем Общества был доктор физико-математических наук Станислав Заремба (1919—1921, 1936—1937 гг.), а первым региональным подразделением — Львовский филиал.
Согласно Уставу, целью Общества является: представление интересов польского математического сообщества; поддержка математического образования и популяризация математики; поддержка математических исследований; забота о сохранении польских математических традиций; интеграция польской математической среды, включая поддержание связей с польскими математиками, работающими за рубежом; забота о правильной организации и условиях работы польских математиков.
Общество выпускает ряд профильных математических изданий, в том числе научный журнал Wiadomości Matematyczne (Математические новости).
С 1990 года Общество является членом Европейского математического общества.
Общество присуждает ряд наград за выдающуюся математическую деятельность, главными из которых являются:
- премия Стефана Банаха — за достижения в области математических исследований[5];
- премия Гуго Штейнхауса — за достижения в области применения математики[6];
- премия Самуэля Дикштейна — за достижения в области математического образования, популяризации и истории математики[7];
- премия молодым математикам (не старше 28 лет) — за исследовательские достижения[8].

Председателем Общества является доктор наук, профессор Jacek Miękisz.
Актуальная информация о деятельности Общества публикуется на сайте www.ptm.org.pl.